# Iglesia de Nuestra Señora de la Piedad (Alpuente)
La iglesia de Nuestra Señora de la Piedad es un inmueble de la localidad española de Alpuente, en la provincia de Valencia.

## Descripción
La construcción de la iglesia, que se encuentra bajo la advocación de Nuestra Señora de la Piedad, se remontaría a la segunda mitad del siglo XIV. De estilo gótico, aparece mencionada en el segundo volumen del Diccionario geográfico-estadístico-histórico de España y sus posesiones de Ultramar de Pascual Madoz, en la entrada correspondiente a Alpuente, de la siguiente manera:

la igl. parr. bajo la advocacion de Ntra. Sra. de la Piedad, fundada en 1370, se halla servida por un cura y cuatro beneficiados; el curato de la clase de rectorias es perpétuo, y su provision corresponde á S. M. ó al diocesano segun los meses en que ocurren las vacantes; tiene por anejas las de Corcolilla y el Collado
(Madoz, 1845, p. 198)